# Lac Pulmari
Le lac Pulmari est un lac d'Argentine d'origine glaciaire situé dans le département d'Aluminé de la province de Neuquén, en Patagonie. 

## Géographie
Le lac est de type glaciaire et occupe une vallée perpendiculaire à la Cordillère des Andes, ancien lit d'un glacier. Il s'étend sur une longueur de près de 3 kilomètres.

Il est situé 17 kilomètres au sud du lac Aluminé et 3 kilomètres au sud du lac Polcahue.

Le lac a une superficie de plus ou moins 160 hectares. À la différence de la plupart des lacs 
de la région, c'est un lac de faible profondeur, doté de côtes douces et aux eaux relativement tièdes. Les zones de faible profondeur sont peuplées de joncs et d'autres espèces végétales aquatiques. Les précipitations moyennes de ce secteur ne dépassent pas les 800 millimètres annuels. Ses rives sont couvertes d'une forêt claire et dispersée, avec présence d'espèces de climat sec, voire semi-désertique.
Aux environs du lac se trouve un haras militaire, seul centre peuplé de la zone. La totalité du lac est soumise au régime de la propriété privée, ce qui interdit son libre accès. La plus grande partie de ses rives appartient à un établissement hôtelier, dédié surtout à la pêche sportive aux salmonidés.

## Histoire
À la fin de la guerre contre las amérindiens, dite « Conquête du désert », en 1883, les environs du lac furent le théâtre d'une des dernières batailles entre les indigènes Mapuches et l'armée argentine. La bataille de Pulmari est une des dernières victoires des Mapuches, avant leur soumission totale doublée d'un grand massacre.

## Hydrologie
Par sa rive sud-ouest, le lac Pulmari reçoit le río Pulmari, émissaire du lac Ñorquinco situé moins de douze kilomètres à l'ouest à vol d'oiseau. Il est traversé par ce cours d'eau qui est donc à la fois son tributaire principal et son émissaire.  
Le lac Pulmari fait partie du bassin versant du fleuve río Negro. Son émissaire, le río Pulmari, qui le quitte au niveau de sa rive sud-est, se jette dans le río Aluminé qui lui-même conflue plus au sud avec le río Chimehuin, pour former le río Collón Curá. Ce dernier est l'affluent majeur du río Limay, branche-mère du fleuve río Negro.